# نيك نوينس
نيك نوينس مواليد 5 مايو 1980 في بلجيكا، فلاندر، هو دراج بلجيكي في صنف سباق الدراجات على الطريق.

## سجل النتائج

### سباقات أو مراحل فاز بها
- طواف سويسرا

## روابط خارجية
- نيك نوينس على موقع الاتحاد الدولي للدراجات (الإنجليزية)
- نيك نوينس على موقع أرشيف الدراجات (الإنجليزية)
- نيك نوينس على موقع إحصائيات الدراجات الإحترافية (الإنجليزية)
- نيك نوينس على موقع نسبة الدراجات (الإنجليزية)
- نيك نوينس على موقع CycleBase (الإنجليزية)